# Адыры
Адыры — холмисто-увалистые предгорья, а также отдельные сопки и увалы на равнинах. Сложены лёссово-конгломератовыми отложениями — продуктами разрушения гор. Высоты относительно прилегающих равнин достигают 400 м. Имеют ландшафт полупустынь и пустынь с эфемеровой растительностью, сильно изрезаны оврагами. Адыры характерны для Средней Азии и Казахстана.